# Rosława
Rosława – staropolskie imię żeńskie, będące formą skróconą imienia Rościsława lub nienotowanego w danych źródłach w formie pełnej imienia Rodsława.
Forma męska: Rosław
Rosława imieniny obchodzi 17 stycznia i 7 października.